# Niccolò Squarcina

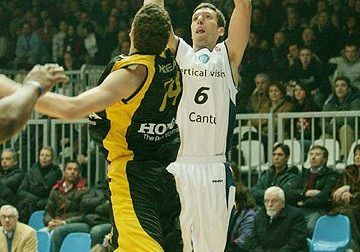
Niccolò Squarcina in azione di tiro Cantù Vs. Maroussi ULEB CUP

Niccolò Squarcina (Torino, 10 giugno 1983) è un ex cestista italiano.

## Carriera
È cresciuto nell'Auxilium, squadra della sua città Torino con la quale ha giocato una finale nazionale Under-21 e debuttato in B2.
Nel 2005 è passato alla Pallacanestro Cantù in Serie A, rimanendovi quattro anni . Durante questo periodo ha collezionato numerose presenze, considerando anche le partite di play-off e coppa.
Ha partecipato a diversi raduni Nazionali con Nazionale Sperimentale e Nazionale Maggiore
Nella stagione 2009-10 è di scena in Legadue, nel roster della neopromossa Nuova Pallacanestro Vigevano che a fine stagione finirà per chiudere i battenti. Un anno più tardi è ad Agrigento in Serie A Dilettanti (terza serie nazionale), mentre dal 2011 scende di un'ulteriore categoria giocando a Castelfiorentino in Divisione Nazionale B.
Dal 2013 al 2018 gioca nella A.P.L Lissone.
Dal 2018 gioca per la Virtus Cermenate Basket.
Dal 2020 ha deciso di portare i suoi talenti alla Scuola Basket 83 Cermenate